# Gelsted Kirke
Gelsted Kirke ligger ret enligt nord for Gelsted, ca. 16 km SØ for Middelfart (Region Syddanmark). Indtil kommunalreformen i 2007 lå den i Ejby Kommune (Fyns Amt) og indtil kommunalreformen i 1970 lå den i Vends Herred (Odense Amt)
Kirken var i middelalderen viet til Sankt Nikolaus. Kor og skib er opført i romansk tid af granitkvadre over profileret dobbeltsokkel. På skibets sydøsthjørne ses et hoved på soklens hjørne. I korets sokkel mod nord ses buede sokkelsten, som viser, at koret tidligere har haft rundt apsis. I skibets flankemure ses romanske vinduer. Syddøren blev omdannet i gotisk tid. Apsiden blev nedrevet i senmiddelalderen og koret blev ved den lejlighed forlænget med tre meter mod øst og fik flad østafslutning. Tårn og våbenhus er opført i sengotisk tid. I det søndre kirkegårdsdige står en senmiddelalderlig portal med blændingsnicher og små rudestillede pinakler. I våbenhuset ses en jernbeslået kirkedør med teksten "I det herrens år 1506 er dette arbejde gjort til ære for Sankt Nikolaus i Gelsted af mig Olav Mal fra Assens by". I våbenhuset ses desuden en figurgravsten med anevåben over Otte Hvide til Hønnerup (død 1562) og hans hustru Sofie Daa.
Koret fik indbygget hvælv i sengotisk tid, samtidig blev triumfvæggen ombygget og korbuen udvidet, desuden fik skibet indbygget to fag ottedelte ribbehvælv. Alterprydelsen i slynget guldtråd og glasmaleriet i østvinduet er udført af Mogens Jørgensen i 1997. Den tidligere altertavle fra 1610-20 er nu ophængt i kirken, i storfeltet ses en kopi efter Rafael, i sidefelter og topstykke malerier fra 1700-tallet. Prædikestolen fra 1590'erne menes udført af Jens Asmussen fra Odense. Ved prædikestolen er ophængt et sengotisk røgelseskar. I koret ses et sengotisk korbuekrucifiks. I skibets østfag har man i nyere tid afdækket en kalkmalet datering og et bomærke, desuden har man i skibets vestfag i nordvesthjørnet afdækket en vrængmaske omkring et svikkelhul. Dateringen 1513 kunne være årstallet for indbygningen af skibets hvælv, men årstallet 1513 ses flere steder i forbindelse med klokkerebshuller og kædes sammen med et nyt klokkeregulativ det år, muligvis skal man i Gelsted kirke finde et gammelt klokkerebshul i nærheden af dateringen.
Den romanske granitfont har ranker på kummen og figurer på den firkantede fod med hjørnehoveder og tovsnoning omkring felterne (Mackeprang s.141-42). I Mackeprang beskrives fodens figurfelter som Korsfæstelsen, et felt med en siddende kvinder mellem slanger (Luxuria), et felt med en siddende mand (?), og et felt hvor man ser Peter med nøgle og sværd (s.54, 56, 61). Angående tolkningen i Mackeprang skal her tilføjes, at motivet med Peter også kunne udlægges som Traditio Legis (Lovoverrækkelsen), hvor Kristus giver nøglen til Peter og bogen til Paulus, personen står med en nøgle og en bog, til højre ses et sværd, nøglen og sværdet kunne symbolisere Peter og Paulus, ja måske skal de to hjørnehoveder opfattes som apostelfyrsterne. Den siddende kvinde fører muligvis hænderne ned mod sit køn, dette motiv opfattes ofte som Luxuria, som på tympanonen i Gosmer Kirke og fonten i Vester Egede Kirke, men motivet kunne også kædes sammen med den såkaldte Sheela-na-gig i engelsk stenskulptur fra 1100-tallet, her man ser en kvinde åbne sit skød, visse engelske forskere udlægger motivet positivt som et Skabelsesmotiv i lighed med Moder Jord. Mandsfiguren ses på flere af de såkaldte Himmerlandsfonte. De såkaldte slanger omkring kvinden kunne også tolkes som hår, en lignende udsmykning ses også omkring mandsfiguren. I bogen "Elefantene i Nidarosdomen" af Sverre Krüger (ISBN 82-92400-24-9) kan man læse mere om Sheela-na-gig motivet.

## Eksterne kilder og henvisninger
- Wikimedia Commons har flere filer relateret til Gelsted Kirke
- Mouritz Mackeprang: Danmarks middelalderlige døbefonte, København 1941 (2. udgave, Forlaget Hikuin:Højbjerg 2003 ISBN 87-90814-23-1)
- Gelsted Kirke på gravstenogepitafier.dk
- Gelsted Kirke Arkiveret 31. januar 2011 hos  Wayback Machine på nordenskirker.dk
- Gelsted Kirke hos KortTilKirken.dk